# Rolls-Royce Phantom II
Pour les articles homonymes, voir Rolls-Royce Phantom.
La Rolls-Royce Phantom II (Fantôme II) est un modèle d'automobile de la marque Rolls-Royce, conçue par Henri Royce et commercialisée de 1929 à 1935.

## Historique
Elle partage les 7,7 L (7 668 cm3) son moteur 6 cylindres en ligne ACT de son prédécesseur. Elle est la dernière des grandes Rolls six cylindres. Le moteur est doté d'une transmission manuelle à 4 vitesses. Une boîte de vitesses synchronisée a été ajoutée sur les troisième et quatrième engrenage en 1932 et sur le deuxième en 1935.
Des ressorts semi-elliptiques sur les suspensions avant ont été ajoutés, ce qui constitue un changement vis-à-vis du modèle précédent qui avait ses ressorts à l'arrière. Les quatre roues ont chacune des freins assistés.
281 Phantom II Continental ont également été produites, dont 125 avec conduite à gauche — pour rouler à droite.

## Carrosserie
Seuls les châssis et les pièces ont été conçus par Rolls Royce. Les carrosseries ont été conçues chacune par un carrossier choisi par les propriétaires. Quelques-uns des plus célèbres carrossiers de l'époque ont apporté leurs contributions Park Ward, Thrupp & Maberly, Mulliner et Hooper.

## Au cinéma
Lorsque Marlene Dietrich est allée aux États-Unis en 1930, Josef von Sternberg, le réalisateur de Blue Angel, l'a accueillie avec des cadeaux dont une Rolls-Royce Phantom II verte. La voiture est apparue plus tard dans leur premier film américain Cœurs brûlés.
La Phantom II a été présenté dans les films L'apprenti sorcier et Indiana Jones et la dernière croisade. Lorsque ses spécifications sont citées lors de la scène dans le royaume de Hatay, le Sultan déclare que la Rolls-Royce Phantom II a un «moteur six cylindres de 4,3 litres, 30 chevaux, avec carburateur Stromberg à tirage descendant» et «peut passer de zéro à 100 kilomètres à l'heure en 12,5 secondes (et j'aime même la couleur). " Cependant, la voiture utilisée dans le film était en fait une Rolls-Royce Barker Saloon, avec 20/25 ch. C'est aussi la star du film de 1964 La Rolls-Royce jaune où les spécifications de son moteur sont données comme le moteur ayant un alésage de 4,5" et une course de 5,5", ce qui équivaudrait à 525 pouces cubes.